# As Tears Go By
«As Tears Go By» es una canción escrita por Mick Jagger, Keith Richards y el mánager de The Rolling Stones, Andrew Loog Oldham, para la cantante británica Marianne Faithfull. Fue lanzada como sencillo el 26 de junio de 1964. Alcanzó el puesto número 9 en el Reino Unido. La canción se incluyó tanto en la versión británica como en la versión estadounidense del álbum Marianne Faithfull.
Los Rolling Stones grabaron su propia versión en 1965. Apareció publicada en el álbum December's Children (And Everybody's) y como sencillo en Norteamérica, mientras que en el Reino Unido salió como lado B de «19th Nervous Breakdown».

## Composición, antecedentes y grabación
Esta canción se considera como la primera composición original de Jagger y Richards. Se dice que el mánager Andrew Loog Oldham los obligó a escribir el tema, llegando al punto de encerrarlos en una cocina hasta que lograran escribirla. Finalmente consiguieron escribir algo juntos, el tema se llamó «As Time Goes By», el mismo título de una canción de Dooley Wilson que fue incluida en la película Casablanca. Oldham propuso cambiar la palabra time (tiempo) por tears (lágrimas). 
Según el biógrafo de Jagger, Philip Norman, la canción fue creada principalmente por Jagger, en colaboración con el guitarrista de sesión Big Jim Sullivan.
Cuando la dupla Jagger-Richards escribió la canción, los Rolling Stones acostumbraban a tocar versiones de blues, y como una balada no se ajustaba a la imagen del grupo, el mánager decidió entregar la canción a Marianne Faithfull, una joven artista que también estaba a su cargo.
Marianne recibió la demo bajo el título «As Time Goes By», que presentaba a Mick Jagger cantando y Big Jim Sullivan tocando la guitarra de 12 cuerdas.
El 28 de mayo de 1964 graban la canción en los Olympic Sound Studios, en Londres, junto a Sullivan, en la guitarra, otros músicos sin identificar en los violines y violonchelos. Y la producción de Andrew Loog Oldham con Mike Leander (director musical) y Roger Savage (ingeniero de sonido).
Marianne, de todas maneras, recuerda que quien tocó la guitarra en la sesión fue Jimmy Page. Aunque existe la posibilidad que finalmente se haya usado a Sullivan en la grabación.
La melodía ofrece una línea distintiva de oboe y se destaca por incluir percusión y cuerdas.
En un principio se pensó publicarla como cara B de sencillo, hasta que la compañía discográfica vio el éxito de la grabación, y decidió publicarla como cara A. 
Finalmente, fue lanzada como su sencillo debut el 26 de junio de 1964, lanzando la carrera de Faithfull como cantante y se convirtió en su primer gran éxito, por lo cual fue interpretado muchas veces fuera de la promoción del álbum y reversionada por ella misma en 1987.

## Publicación
El 26 de junio de 1964 se lanza en formato vinilo de 7 pulgadas junto a "Greensleeves" como lado B, una canción tradicional, bajo la producción de Oldham y la dirección musical de Harry Robinson. En Rodesia el lado B fue reemplazado con ""Plaisir d'amour", perteneciente a su álbum homónimo, producido por Tony Calder y con arreglos de David Whittaker.
En 1966 fue relanzada para promocionar la película "Made in the USA', Jean-Luc Godard, donde Marianne hizo un cameo interpretando la canción en a cappella.

## Recepción
La canción ingresó a las listas británicas alcanzando el puesto número 9, al igual que en Irlanda. También, ingresó en el Billboard Hot 100 de los Estados Unidos alcanzando el número 22.

## Interpretaciones en directo
El 10 de agosto de 1964, Marianne interpretó «As Tears Go By» en el programa The Beat Room. El 2 de septiembre volvió a interpretarla en Top of the Pops, de Inglaterra. Dicha interpretación se retransmitió dos veces más ese mismo mes.
En 1965 se presentó en diversos programas de Inglaterra, Estados Unidos y Francia. El 19 de enero interpretó la canción en el show de Hallabaloo!, donde fue presentada y entrevistada por el representante de los Beatles, Brian Epstein. El 10 de febrero hizo su debut en la televisión estadounidense en el programa Shindig!, para el cual grabó, desde Inglaterra, tres canciones: «As Tears Go By», que se transmitió ese mismo día, y dos canciones del álbum Come My Way, que se transmitirían, una ese mismo mes y otra en junio. El 7 de julio la interpreta en un popurrí junto a «What Have They Done to the Rain?» en Shindig!.
Durante la promoción de su álbum, North Country Maid, aún la interpretaba ocasionalmente. El 11 de mayo de 1966 la volvió a cantarla en el programa americano Where the Action Is. El 31 de mayo, volvió al programa radial Saturday Club para promocionar el sencillo «Tomorrow's Calling», aprovechando la ocasión para interpretar «As Tears Go By» junto a la orquesta de Mike Leander.

## Versión de The Rolling Stones
Los Rolling Stones grabaron su propia versión el 26 de octubre de 1965 en los estudios IBC, con la voz de Jagger, la guitarra acústica de Richards y el intenso arreglo de cuerdas de Mike Leander. La canción carece completamente de percusión y se abre con una guitarra acústica seguida de cuerdas que entran en el segundo verso. Fue una de las canciones que formaron parte de los comienzos de un género, el pop barroco, que aún alcanzaría su cúspide en los siguientes años.
La canción fue publicada como sencillo en diciembre de 1965 por su sello norteamericano London Records, debido a la demanda popular después de que los DJ de radio empezaran a tocar el álbum recién lanzado de la banda, December's Children (And Everybody's). Alcanzó el puesto número 6 en los American Billboard Charts, y también tuvo gran éxito en la lista Billboard Easy Listening, llegando al puesto número 10.
Fue una de las tres canciones (junto con «(I Can't Get No) Satisfaction» y «19th Nervous Breakdown») que la banda tocó en vivo durante su tercera aparición en The Ed Sullivan Show.
Fue lanzada en el Reino Unido el 4 de febrero de 1966 como lado B del sencillo «19th Nervous Breakdown». Su lanzamiento tardío se debió a que no quería competir con «Yesterday» de The Beatles.
Los Rolling Stones lanzaron como sencillo en Italia una versión con la letra en italiano bajo el título «Con le mie lacrime».

### En directo
La canción fue interpretada en vivo por el grupo por primera vez en The Ed Sullivan Show en 1966. También se tocó en algunos conciertos del European Tour 1966. No volvió a interpretarse como parte de una gira musical hasta noviembre de 2005 durante la gira A Bigger Bang Tour, 38 años después de la vez anterior. Una versión grabada en el 2006 durante la gira fue incluida para la película y el álbum en vivo Shine a Light de 2008. El 11 de julio de ese año, los Rolling Stones interpretaron la canción en Milán con la letra en italiano. El 3 de junio de 2013, en el United Center en Chicago (Illinois) durante la gira 50 & Counting, tocaron la canción junto con Taylor Swift de invitada.

### Personal
Acreditados:
- Mick Jagger: voz
- Keith Richards: guitarra acústica de 12 cuerdas
- Mike Leander: arreglo de cuerdas

### Posicionamiento en las listas
| Listas (1966)                      | Mejor posición |
| ---------------------------------- | -------------- |
| Canadá (RPM)                       | 1              |
| Estados Unidos (Billboard Hot 100) | 6              |

## Versiones de otros artistas
- Fue grabada en catalán por la cantante mallorquina Maria del Mar Bonet con el título «Dolça remor de cada tarda» para su álbum Ben a prop (1989).[12]
- El pianista estadounidense new age David Lanz versionó la canción junto a otra bajo el título de «As Tears Go By/Ruby Tuesday» para su álbum Songs from an English Garden publicado en 1998.[13]
- La banda argentina Flemita versionó la canción en estilo punk rock con el título «Mientras caen las lágrimas» para su álbum Raro? Raro tenes el orto (1998).[14]
- La banda estadounidense de Heavy metal Avenged Sevenfold lanzó una versión con su propio estilo.
- La banda The Longshot de Billie Joe Armstrong (guitarrista de Green Day) grabó su versión incluida en el EP Return To Sender en el año 2018.

## En la cultura popular
Esta canción fue usada en 2009 en el último capítulo de la quinta temporada de la serie Dr. House en el pasillo de la boda entre el Dr. Chase y la Dra. Cameron al mismo tiempo que House entraba al hospital psiquiátrico Mayfield.